# Anaboarmia inouei
Anaboarmia inouei là một loài bướm đêm trong họ Geometridae.